# パネジェム1世
パネジェム1世（Pinedjem I）は、紀元前1070年から1032年まで、古代エジプトのテーベでアメン大司祭を務めた人物であり、紀元前1054年からはエジプト南部の事実上の支配者となった人物。 

## 家族
彼の両親のピアンキとノジメトには数人の子供がいた。 パネジェム1世には3人の兄弟と1人の姉妹がいたことが知られている。 